# 1883 год в музыке

## События
- 22 октября — открытие Метрополитен-опера в Нью-Йорке[1]
- Немецкий композитор Фридрих Киль попадает в дорожное происшествие и полностью не оправляется до конца жизни
- Основание американской компании Gretsch, производителя электрогитар[2]

## Классическая музыка
- Антон Брукнер — Симфония № 7
- Иоганн Штраус — вальс «Весенние голоса»
- Рихард Штраус — Концерт для валторны с оркестром № 1
- Иоганнес Брамс — Симфония № 3
- Исаак Альбенис — баркарола для фортепиано № 1
- Антон Аренский — Симфония № 1 h-moll
- Эмманюэль Шабрие — рапсодия для оркестра «Испания»
- Джордж Уайтфилд Чедуик — концертная увертюра «Талия»
- Антонин Дворжак — Пять увертюр, в том числе «Гуситская»
- Шарль Франсуа Гуно — оратория «Искупление»
- Ференц Лист — «Траурная гондола»
- Пабло де Сарасате — Фантазия на темы оперы Жоржа Бизе «Кармен»
- Сергей Танеев — Канцона для кларнета и струнного оркестра фа-минор
- Эмиль Вальдтейфель — вальс «Студентка»
- Бедржих Сметана — струнный квартет № 2, последний квартет композитора.

## Опера
- Лео Делиб — «Лакме»
- Пётр Чайковский — «Мазепа»
- Модест Мусоргский — «Хованщина»
- Жюль Массне — «Манон»
- Альфредо Каталани — «Деяниче»
- Цезарь Кюи — «Кавказский Пленник»
- Карел Мири — «De kleine patriot»

## Персоналии

### Родились
- 8 января — Вяйнё Сола (ум. 1961) — финcкий театральный деятель, оперный певец (тенор), режиссёр, музыкальный педагог
- 11 февраля — Пауль фон Кленау (ум. 1946) — датский композитор и дирижёр
- 19 марта — Йозеф Маттиас Хауэр (ум. 1959) — австрийский композитор и музыкальный теоретик
- 1 апреля — Малкольм Макихерн[англ.] (ум. 1945) — австралийский оперный певец (бас)
- 5 апреля — Андреа Делла Корте (ум. 1968) — итальянский музыковед, музыкальный критик и педагог
- 6 апреля — Вернон Далхарт[англ.] (ум. 1948) — американский кантри-певец и автор песен
- 13 апреля — Александр Александров (ум. 1946) — русский и советский композитор, хоровой дирижёр, хормейстер и педагог, автор музыки гимна СССР и Российской Федерации
- 4 мая — Николай Малько (ум. 1961) — русский и советский дирижёр
- 5 мая — Петар Конёвич (ум. 1970) — сербский композитор, дирижёр и музыковед
- 26 мая — Мэми Смит (ум. 1946) — американская певица
- 28 мая
  - Джордж Дайсон[англ.] (ум. 1964) — британский музыкант и композитор
  - Риккардо Дзандонаи (ум. 1944) — итальянский композитор
  - Вацлав Талих (ум. 1961) — чешский дирижёр, скрипач, аранжировщик и педагог
- 30 мая — Льюис Мюир[англ.] (ум. 1915) — американский композитор и пианист
- 7 июля — Тойво Куула (ум. 1918) — финский композитор и дирижёр
- 20 июля — Джаннотто Бастианелли (ум. 1927) — итальянский музыковед, музыкальный критик и композитор
- 25 июля — Альфредо Казелла (ум. 1947) — итальянский композитор, пианист и дирижёр
- 29 июля — Мануэль Инфанте[исп.] (ум. 1958) — испанский пианист и композитор
- 16 августа — Хисао Танабэ (ум. 1984) — японский музыковед и педагог
- 18 сентября — Лорд Бернерс (ум. 1950) — британский композитор, художник и писатель
- 26 сентября — Иван Камбуров (ум. 1955) — болгарский музыковед, фольклорист и педагог
- 2 октября — Фрико Кафенда[словац.] (ум. 1963) — словацкий композитор и музыкальный педагог
- 22 октября — Виктор Якоби (ум. 1921) — венгерский композитор
- 8 ноября — Арнольд Бакс (ум. 1953) — британский композитор, дирижёр, пианист и педагог
- 3 декабря — Антон Веберн (ум. 1945) — австрийский композитор и дирижёр
- 22 декабря — Эдгар Варез (ум. 1965) — французский и американский композитор и дирижёр
- Молдобасан Мусулманкулов — советский и киргизский акын-импровизатор, музыкант, манасчи, один из первых народных артистов Киргизской ССР (1935).

### Скончались

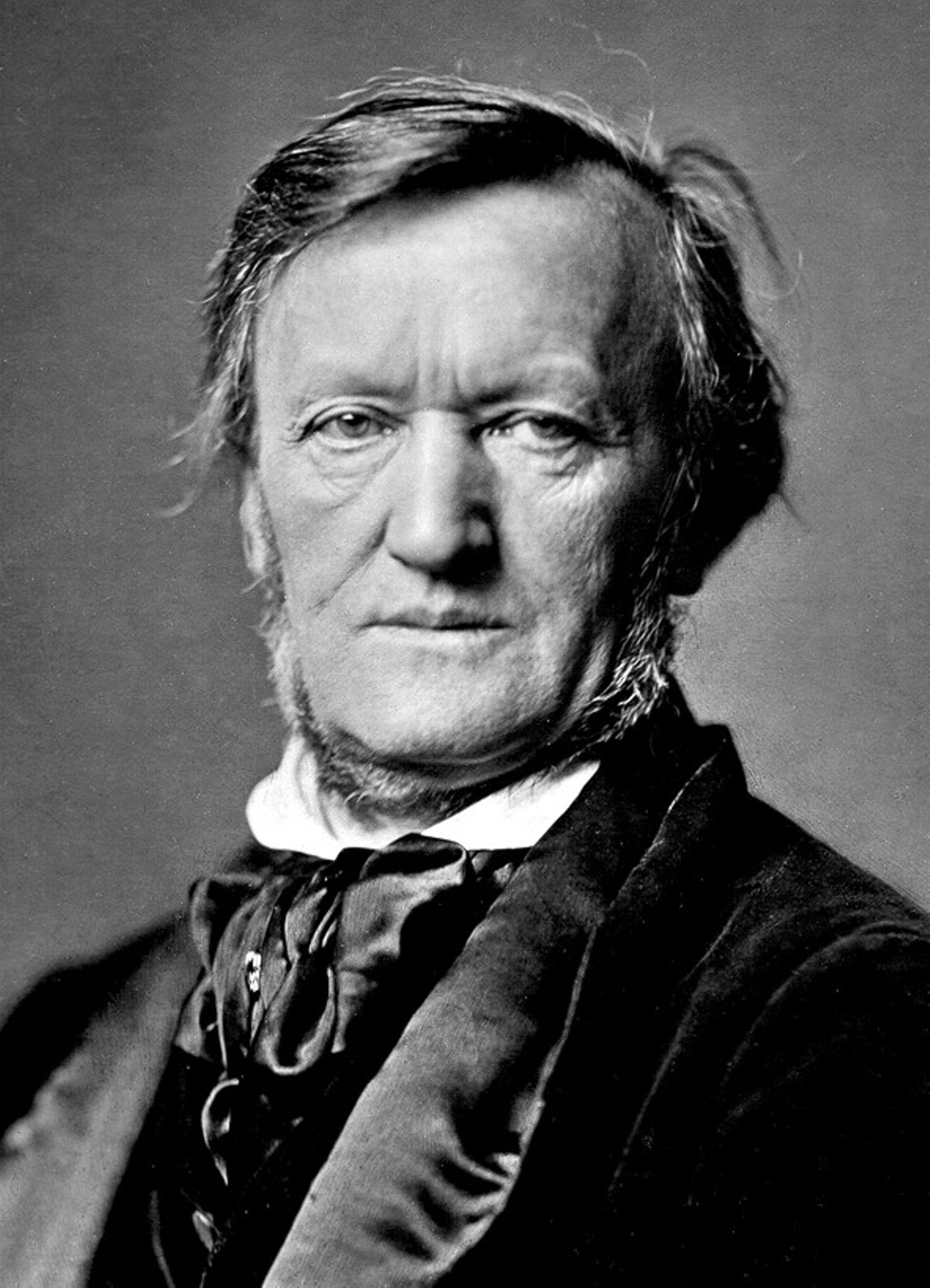
Рихард Вагнер

- 24 января — Фридрих фон Флотов (70) — немецкий композитор
- 13 февраля — Рихард Вагнер (69) — немецкий композитор и дирижёр
- 17 февраля — Наполеон Кост (77) — французский классический гитарист и композитор
- 10 апреля — Эмили Майер[нем.] (70) — немецкий композитор
- 26 апреля — Наполеон Орда (76) — белорусский, литовский и польский литератор, музыкант, композитор, художник, скульптор и педагог
- 2 июня — Велвел Збаржер (56 или 57) — галицийский певец, поэт и бадхен
- 6 июня — Пер Лассон[норв.] (24) — норвежский композитор
- 10 июня — Карл Греденер (71) — немецкий композитор, органист и хоровой дирижёр
- 6 июля — Чиприан Порумбеску (29) — румынский композитор
- 14 июля — Свен Грундтвиг (58) — датский историк литературы и этнограф, исследователь датской народной музыки и фольклора
- 27 июля — Франц Доплер (61) — австро-венгерский флейтист и композитор
- 30 октября — Роберт Фолькман (68) — австрийский композитор и музыкальный педагог
- 11 декабря — Марио де Кандия[итал.] (73) — итальянский оперный певец (тенор)
- без точной даты — Энрико Черути[англ.] (76 или 77) — итальянский скрипичный мастер